# Corydalis stolonifera
Corydalis stolonifera là một loài thực vật có hoa trong họ Anh túc. Loài này được Lidén mô tả khoa học đầu tiên năm 2008.